# Crotalaria cordata
Crotalaria cordata är en ärtväxtart som beskrevs av John Gilbert Baker. Crotalaria cordata ingår i släktet sunnhampor, och familjen ärtväxter. Inga underarter finns listade i Catalogue of Life.